# Difalia
A difalia, duplicidade ou duplicação peniana (DP), os teratos dífalos ou disphallasparatus é uma anormalidade do desenvolvimento extremamente rara na qual um homem nasce com dois pênis. O primeiro caso relatado foi por Johannes Jacob Wecker em 1609. Sua ocorrência é de 1 em 5,5 milhões de meninos nos Estados Unidos.
Quando a condição difalíca está presente, geralmente é acompanhada por anomalias renais, vertebrais, intestinais, anorretais ou outras anomalias congênitas. Há também um risco maior de espinha bífida. Os bebês nascidos com DP e suas condições relacionadas apresentam uma maior taxa de mortalidade por várias infecções associadas aos seus sistemas renais ou colorretais mais complexos.
O primeiro caso dífalo foi relatado por Wecker em Bolonha, Itália, em 1609, e desde então, cerca de cem casos foram relatados até hoje. Esta condição existe nos seres humanos desde os tempos antigos. Os dois órgãos genitais externos podem variar em tamanho e forma, ou um ao lado do outro no plano sagital ou um acima do outro no plano frontal.
De acordo com a classificação de Schneider em 1928, o pênis duplo é classificado em três grupos: (a) glande dífala, (b) difalia bífida e (c) difalia completa. De acordo com Vilanora e Raventos, em 1954, um quarto grupo chamado pseudodifalia é adicionado.
A atual classificação amplamente aceita, introduzida por Aleem em 1972, classifica o pênis duplo em dois grupos: difalia verdadeira e falo bífido. A verdadeira difalia é causada pela clivagem do tubérculo púbico; o falo bífido é causado pela separação do tubérculo púbico. Cada um desses dois grupos é subdividido em parcial ou completo. A verdadeira difalia é onde cada falo possui dois corpos cavernosos e um único corpo esponjoso contendo uma uretra. A difalia verdadeira pode ser completa com os dois pênis de tamanho semelhante ou parcial quando uma das falas é menor ou imatura, embora estruturalmente igual ao falo maior. No falo bífido, cada falo possui apenas um corpo cavernoso e um corpo esponjoso contendo uma uretra. Quando a separação dos pênis está bem abaixo da base do eixo peniano, fica bífida; enquanto que a glande é parcial bífida. Para o falo bífido completo associado a anomalias, a uretra anterior está ausente em cada pênis e a uretra prostática está situada na pele entre os dois pênis. No falo bífido parcial, a duplicação da uretra, corpo cavernoso e corpo esponjoso em um pênis é incompleta, e há apenas um corpo cavernoso e um esponjoso ao redor da uretra em funcionamento no outro pênis.

## Casos clínicos notáveis
A difalia geralmente é acompanhada de anomalias sistêmicas, sua extensão varia, variando de nenhuma anomalia associada a múltiplas anomalias, incluindo os sistemas urogenitais, gastrointestinais e musculoesqueléticos. A duplicação peniana também varia de um único pênis com glande dupla para completar o pênis duplo. O meato pode ser normal na ponta da glande, hipospadia ou epispadia; o escroto pode ser normal ou bífido. A difalia verdadeira é mais provavelmente acompanhada de anomalias e malformações associadas em comparação com o falo bífido. Bebês nascidos com difalia têm maior taxa de mortalidade devido a infecções associadas a anomalias.
(A) Diphalia verdadeira completa com anomalias associadas
Recém-nascido do sexo masculino, com 2 dias de idade, associado a malformação geniturinária e ano-retal complexa. Ele tinha imperfuração anal, hipospadia, escroto bífida, meatos em ambas as glandes, dois bexiga s e dois dois pontos, e teve normais testículos, rins e ureteres.
(B) Difaléia ou pseudodifalia verdadeira parcial, sem anomalias associadas
A diphallia verdadeira parcial corresponde à pseudodiphallia. A pseudodifalia é formada apenas a partir de tecido erétil, indiferenciado e não funcional. É independente do pênis normal e pode ser removido cirurgicamente sem problemas. Este caso raro foi relatado, base na idade do homem de 83 anos de idade, quando a diphallia só foi detectada quando foi hospitalizada e também devido à ausência de outras malformações anatômicas. O pênis pequeno, imaturo e não funcional, se projetava em um lado do pênis grande e normal. O pênis secundário tinha glande, mas sem meato urinário.
(C) Difalia bífida completa com anomalias associadas
Menino de 12 anos de idade, associado a escroto bífido, epispádia e diástase de sínfise púbica. Ele tinha dois pênis separados, semelhantes em tamanho e forma, cada pênis tinha um epispádia meato. Ele tinha escroto bífido, um testículo de cada lado do escroto. Uma estrutura em forma de alça intestinal estava sobre a região pubiana. Essa estrutura não tinha comunicação com outras estruturas. Ele tinha uma única bexiga e ureter normais.
(D) Difalia bífida parcial sem anomalias associadas
Um menino de 15 anos de idade, além de ter dois pênis, tinha órgãos genitais externos normais. Seus dois testículos estavam dentro do escroto normal e normalmente posicionados. Ele tinha duas glândulas de tamanhos desiguais na ponta de uma haste peniana espessa e só urinava através da glande maior. Ele tinha um ânus patente, uma bexiga, uma uretra normal, sistemas gastrointestinais e geniturinários normais.

## Determinação do sexo masculino
Um homem herda um cromossomo X da mãe e um cromossomo Y do pai. A presença da região determinante do sexo do cromossomo Y, ou gene SRY, determina que o embrião é um macho. Desenvolvimento interno e externo da genitália masculina a partir da gônada bipotencial no embrião. O gene SRY codifica a proteína do fator SRY determinante dos testículos (TDF) que promove a expressão de vários outros genes, como o gene SRY-box 9 (SOX-9) e o gene esteroidogênico do fator 1 (SF1), causando diferenciação da medula da gônada bipotencial em testículos na sexta semana.